# مولوتا كابانغو
مولوتا كابانغو (بالفرنسية: Mulota Kabangu)‏ (مواليد 31 ديسمبر 1985) هو لاعب كرة قدم كونغولي ديمقراطي دولي يلعب في خط الوسط في نادي تي بي مازيمبي الكونغولي الديمقراطي من 2017.

## المسيرة الرياضية
ولد كابانغو في مبوجي-مايي ولعب لأول مرة لنادي سانغا باليندي المحلي. في عام 2007 انتقل الجناح الأيمن السريع إلى نادي تي بي مازيمبي الكونغولي الديمقراطي. فاز الفريق ببطولة الدوري عام 2009. في عام 2010 فاز تي بي مازيمبي ببطولة دوري أبطال أفريقيا 2010 وتأهل إلى كأس العالم للأندية. في 14 ديسمبر 2010 سجل أول هدف في نصف نهائي كأس العالم للأندية 2010 عندما تغلب تي بي مازيمبي على نادي إنترناسيونال البرازيلي 2-0. تي بي مازيمبي كان أول فريق ليس من أوروبا أو أمريكا الجنوبية يلعب في نهائي كأس العالم للأندية.
في يناير 2012 تعاقد مع نادي رويال أندرلخت البلجيكي ولكن على الرغم من أنه لعب عدة مباريات كبديل وسجل هدف إلا أنه سرح بعد موسم 2011-12.
في 30 يونيو 2013 انضم كابانغو إلى النادي الأهلي القطري في دوري نجوم قطر لمدة ثلاث سنوات.

### الأهداف الدولية
التسجيل والنتائج لجمهورية الكونغو الديمقراطية أولا.
| الرقم | التاريخ       | الملعب                                 | الخصم    | التسجيل | النتيجة | المنافسة                                   |
| ----- | ------------- | -------------------------------------- | -------- | ------- | ------- | ------------------------------------------ |
| 1.    | 5 سبتمبر 2010 | ملعب فريديريك كيباسا ماليبا، لوبومباشي | السنغال  | 1–3     | 2–4     | تصفيات كأس الأمم الأفريقية لكرة القدم 2012 |
| 2.    | 5 سبتمبر 2010 | ملعب فريديريك كيباسا ماليبا، لوبومباشي | السنغال  | 2–4     | 2–4     | تصفيات كأس الأمم الأفريقية لكرة القدم 2012 |
| 3.    | 5 يونيو 2011  | ملعب أنجالاي, بيل فو موريل             | موريشيوس | 2–1     | 2–1     | تصفيات كأس الأمم الأفريقية لكرة القدم 2012 |

## الإنجازات
- تي بي مازيمبي
  - الدوري الوطني الكونغولي (2): 2007 - 2009
  - دوري أبطال أفريقيا (2): 2009 - دوري أبطال أفريقيا 2010-2010
  - كأس السوبر الأفريقي (2): 2010 - 2011